# Orfelia fasciata
Orfelia fasciata is een muggensoort uit de familie van de Keroplatidae. De wetenschappelijke naam van de soort is voor het eerst geldig gepubliceerd in 1804 door Meigen.